# Baldwin Park, Kalifornien
Baldwin Park är en stad (city) i Los Angeles County, i delstaten Kalifornien, USA. Enligt United States Census Bureau har staden en folkmängd på 75 940 invånare (2011) och en landarea på 17,2 km².